# Tommy Pickles
Thomas Malcolm «Tommy» Pickles es un personaje ficticio, creado por Arlene Klasky y Gábor Csupó, es el protagonista de la serie animada de Nickelodeon Rugrats, su secuela spin-off, All Grown Up!, y su reboot en CGI.

## Historia del personaje

### Desarrollo
La inspiración detrás de Tommy y la serie Rugrats provino de la vida personal de la animadora Arlene Klasky. Ella concibió la idea para el programa mientras cuidaba a su hijo de 15 meses, Brandon Csupó, y nombró el personaje así por el hijo de su compañero animador Paul Germain, Tom Germain. A medida que avanzaba la serie, Klasky insertó más elementos de su vida personal en el personaje de Tommy, como ser parte de una familia interreligiosa y ser de ascendencia judía rusa.

### Creación
Su voz es de E. G. Daily y su primera aparición en televisión fue en el episodio "El primer cumpleaños de Tommy". Tommy fue creado por Arlene Klasky y diseñado por Gábor Csupó. Klasky cuidaba de su hijo de quince meses cuándo la idea de un show sobre el punto de vista de un niño de un año vino a ella, el día antes ella, Csupó, y Paul Germain estuvieron planificando una serie de Nickelodeon para su programa Nicktoons. El personaje recibe su nombre del hijo de Germain.
Tommy es el primer hijo de Stu y Didi, y el hermano mayor de Dil. La personalidad de Tommy es caracterizada por su valentia, humildad y lealtad. Ha aparecido en otros medios de comunicación que relacionan a Rugrats, incluyendo las películas y cómics. También es caracterizado por siempre tener un destornillador para múltiples propósitos, y tiende a expresar la frase "Un bebé debe hacer lo que tiene que hacer".

## Rugrats
En Rugrats, Tommy es calvo y admirado entre su compañeros por su gran coraje, bondad, lealtad, y naturaleza aventurera, eficazmente animando otros a participar en aventuras y apoyar a sus amigos, como su mejor amigo Chuckie (Carlitos en Hispanoamérica), el cual se caracteriza por ser muy cobarde. Es fiel con sus amistades y de su hermandad con Dil, el más joven de los niños. Es bastante inteligente y empático, caracterizado por liderazgo y por su gran determinación. También aborrece los engaños de su prima mimada Angélica, la cual es antagónica, siempre actúa contra los niños y también se caracteriza por acosar constantemente a los bebés, actuando con mentiras o escepticismo. Tommy tiende a ser el líder de los bebés.

## All Grown Up!
Similar a Susie tiene talento para cantar, Tommy también tiene un talento recién descubierto: hacer películas con su videocámara de mano. Tommy ahora tiene cabello morado como su padre, Stu. De la temporada 2 en adelante, su cabello estuvo cambiado a un tono más azul. Para condimentar uno. Durante un tiempo tuvo una novia llamada Rachel, a la que conoció en el episodio "Rachel, Rachel", hasta que un tiempo después ella se muda, decidiendo romper por ser complicado tener una relación a distancia.

## Recepción
El personaje de Tommy ha tenido muy buenas críticas, y está considerado por algunos por ser uno de los caracteres de historieta más grandes de todos los tiempos. El San Jose Mercury News escribió en 1998 que "Tommy Pickles" es una estrella más grande que George Clooney."